# Microspermum gonzalezii
Microspermum gonzalezii là một loài thực vật có hoa trong họ Cúc. Loài này được Rzed. mô tả khoa học đầu tiên năm 1972.